# Уарте, Хуан
Хуан Уарте (исп. Juan Huarte; 1530, Сан-Хуан-де-Пьедель-Пуэрто, Наварра, Испания — 1588, Баэса, Испания) — испанский врач, преподаватель и философ-материалист.

## Биография
Родился в 1530 году в Наварре. Через некоторое время переехал в Баэсу и посвятил этому городу всю оставшуюся жизнь. Успешно поступил и через 5 лет окончил университет в Баэсе. В 1575 году написал гениальное произведение «Исследование способностей к наукам», которое было переведено на многие языки мира, и наконец в 1960 году произведение было переведено на русский язык и получило широкое распространение во многих странах Западной Европы. Он был учителем и вдохновителем будущих философов Фрэнсиса Бэкона (1561—1626) и Баруха Спинозы (1632—1677) (последний философ учился по его материалам уже после смерти Уарте).
Скончался в 1588 году в Баэсе.

## Философия
Основным произведением Хуан Уарте является его труд по теории познания, озаглавленный как "Исследование Умов по отношению к наукам, где доказывается различие способности людей и тот род наук, которому каждая соответствует в частности. Тот, кто прочтёт внимательно это сочинение, найдёт в нём род своего дарования и сумеет выбрать науку, в которой он больше всего окажется полезным; если же он случайно уже занимается ею, то он поймёт, достиг ли он в ней того, чего он мог ожидать от своего природного предрасположения". В данной работе философ доказывает три вида ума: первый вид ума - легко повинующийся, но неспособный к самостоятельному образованию новых понятий и суждений. Второй вид ума обратный первому и может понять бытие естественных предметов. Третий вид ума не требует обучения и свойственен поэтам.

## Цитаты
"Истина заключается не в устах того, кто ее утверждает, а в предмете, о котором говорится" 

## Избранные сочинения
- Уарте Х. Исследование способностей к наукам, 1575.

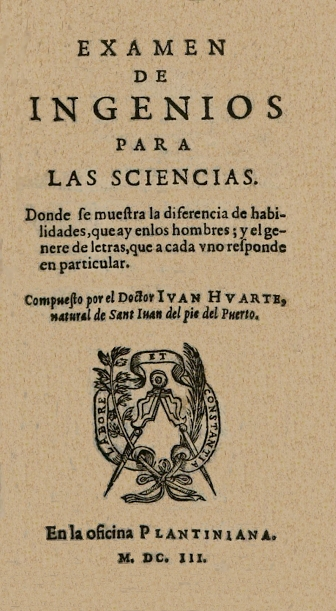
Examen de ingenios para las sciencias, 1603.

## Критика
Советский философ Г.Ф. Александров высоко ценил наследие испанского философа: "Одним из самых глубоких и влиятельных мыслителей XVI в. Был выдающийся испанский философ-материалист и естествоиспытатель Хуан Уартэ из Наварры"